# Akita (Hunderasse)
Der Akita (jap. 秋田犬, Akita inu/ken) ist eine von der FCI anerkannte Hunderasse aus Japan (FCI-Gruppe 5, Sektion 5, Standard Nr. 255).

## Herkunft und Geschichtliches
Über die Abstammung der japanischen Rasse Akita gibt es diverse Studien und Untersuchungen mit unterschiedlichen Ergebnissen. Der Name stammt von der heutigen Präfektur Akita (Umgebung der Stadt Odate). Die Zusätze Inu und Ken, die früher zum Rassenamen gehörten, bedeuten Hund. Uchida ist der Meinung, dass diese Hunde bereits in vorhistorischen Zeiten in Japan zu finden waren. Der japanische Zoologe Shōzaburō Watase (jap. 渡瀬庄三郎) sieht den Ursprung der Rasse in hochnordischen Hunden, die mit Menschen auf die japanischen Inseln einwanderten.
Erste Hundedarstellungen, die diesem Hundetyp ähnelten, datieren auf das 2. Jahrhundert v. Chr. als keramische Grabbeigaben, typisch die Stehohren und die über den Rücken geringelte Rute. Auf Bronzeglocken, die etwa zur gleichen Zeit entstanden, ist ebenfalls dieser Hundetyp als Relief zu finden. Die damaligen Hunde waren kleiner als die heutigen Akitas. Watase unterscheidet drei geografische Typen: einen extrem nördlichen, einen nördlichen und einen südlichen. Je nach Gegebenheiten und den Lebensbedingungen angepasst sahen diese Hundetypen unterschiedlich aus. Der Nördliche sei groß gewesen, langhaarig, vorwiegend weiß und mit der typischen über den Rücken geringelten Rute, dieser sei einer der Vorfahren des heutigen Akita.
Die genaue Entwicklungsgeschichte der Rasse lässt sich jedoch nicht eindeutig nachvollziehen. Fest steht nur, dass diese Hunde ein Teil der japanischen Geschichte und Kultur sind. Japaner verstanden diese Tatsache schon Anfang des 20. Jahrhunderts, und im Rahmen der Bemühungen um den Erhalt dieser Rasse erklärten sie im Juli 1931 den Akita zum Naturdenkmal Japans, als erste von sieben typisch japanischen Hunderassen. Die Ausfuhr aus Japan war bis 1945 sogar verboten.

## Beschreibung
Der Akita ist ein japanischer Spitz. Vor 1999 wurden zwei Erscheinungsformen der Rasse gezüchtet, nämlich der hier beschriebene japanische und der amerikanische Typ (American Akita). Die Rasse wurde 1999 von der FCI in zwei Rassen aufgeteilt. Seitdem trägt der japanische Typ ausschließlich den Namen Akita, der Zusatz Inu (japanisch für „Hund“) entfällt. Der American Akita wird seit dem 1. Januar 2000 innerhalb der FCI als eigene Rasse geführt.
Der Akita ist ein großer, gut proportionierter Hund mit einer Körpergröße bis 70 cm, von kräftigem Körperbau und robuster Konstitution; das Verhältnis Widerristhöhe zu Körperlänge beträgt 10:11. Seine Statur ist kräftig und muskulös. Auffällig ist seine breite Stirn mit der typischen Stirnfurche. Die Ohren sind klein, dreieckig, eher dick, aufrecht, nach vorne geneigt. Das Fell ist hart, das Deckhaar grob, allerdings mit weicher Unterwolle in den Farben Rot-falbfarben, Sesam (rot-falbfarbene Haare mit schwarzen Spitzen), Brindle, Weiß, die Unterwolle weich und dicht. Die Rute wird fest eingerollt auf dem Rücken getragen.

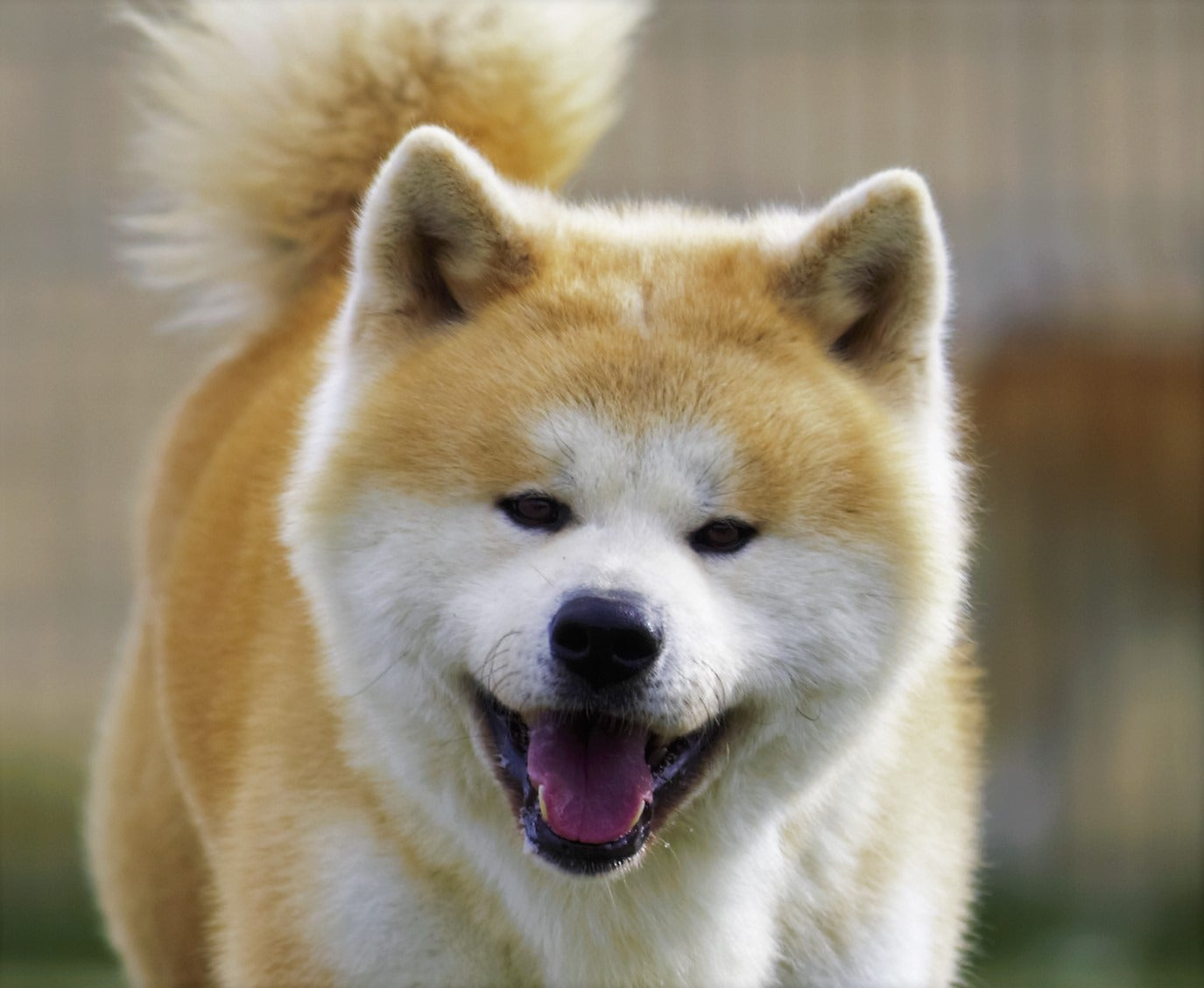
Akita Inu
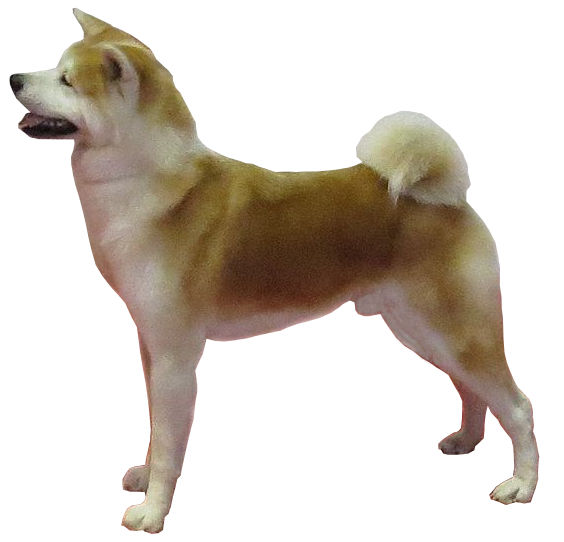
Akita Inu
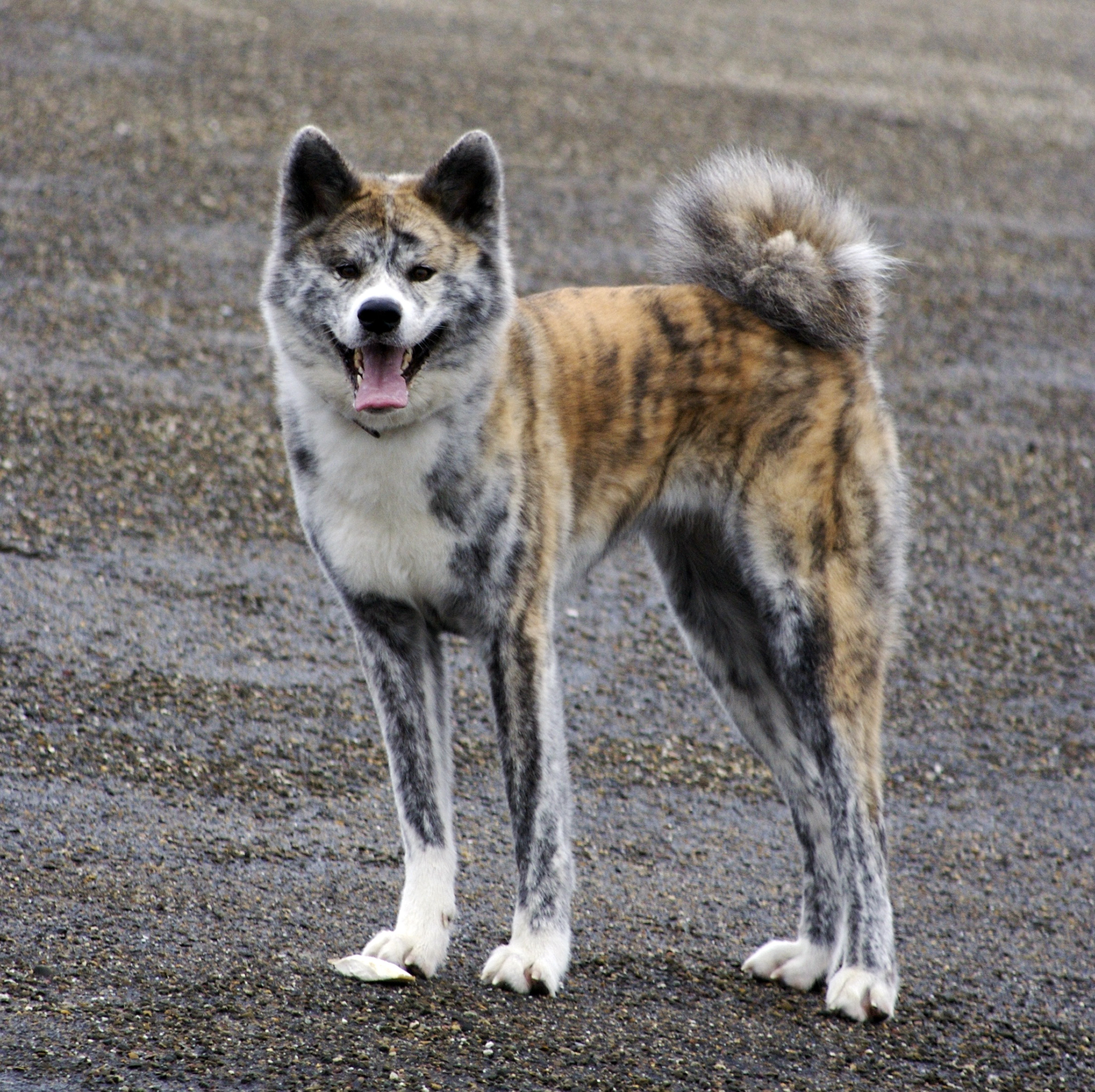
Molly akita
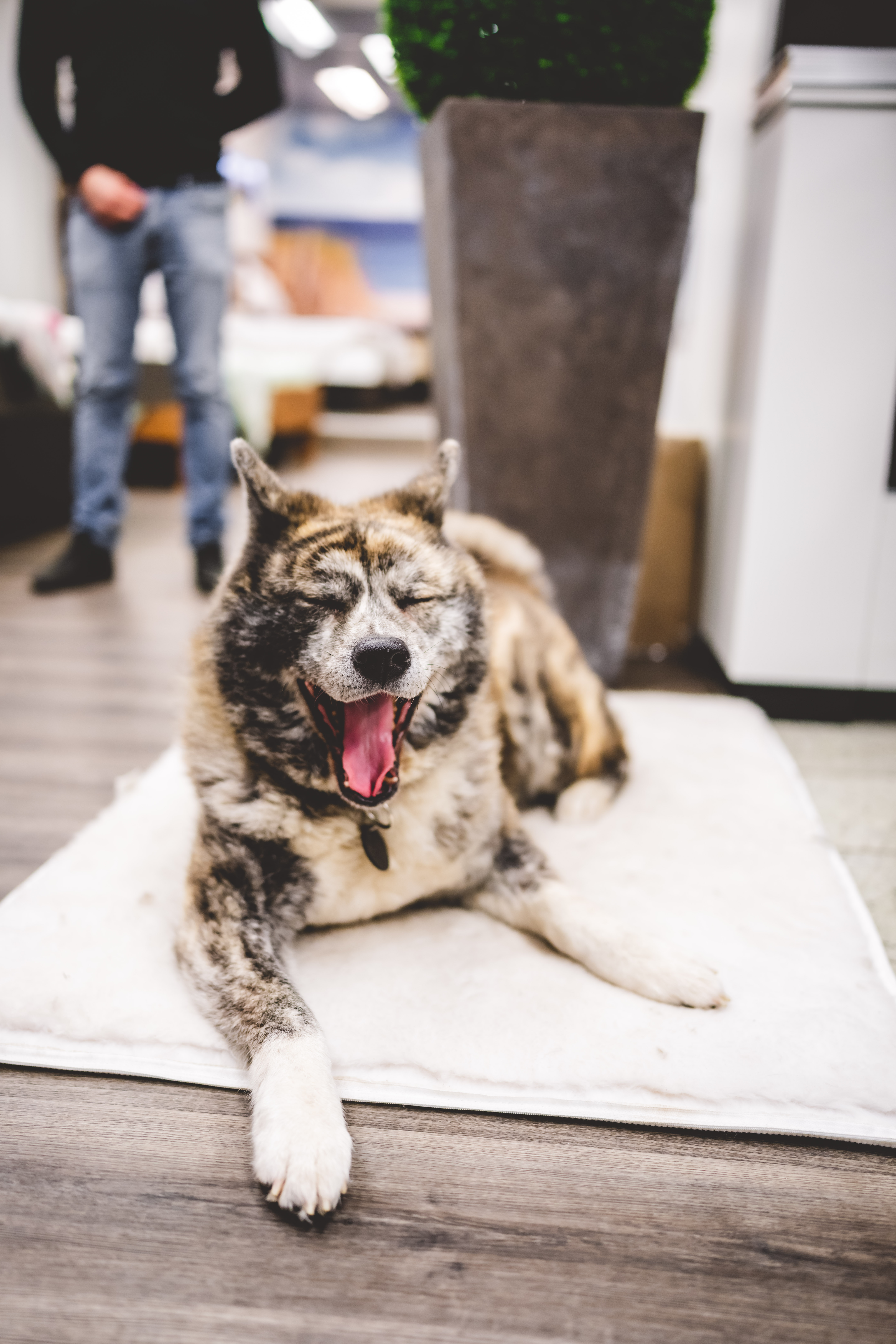
Akita Eddy

## Genetik
Laut 2010 veröffentlichten genetischen Analysen der Einzelnukleotid-Polymorphismen von 912 Hunden und 225 Wölfen gehören Akitas zu den Hunden, bei denen starke Hinweise auf eine spätere Beimischung von Wölfen in ihrer Geschichte gefunden wurden. Beim Akita wurden (wie beim Dingo, dem Chow Chow und Shar Pei) Hinweise auf eine Beimischung von Chinesischen Wölfen gefunden. Zugleich gehören Akitas zu den Hunden, die von den meisten anderen untersuchten Rassen sehr stark genetisch abgegrenzt sind und als „altertümliche Rassen“ (im Original ancient breeds) bezeichnet werden. Innerhalb dieser Hunde gehören Akitas mit dem Neuguinea-Dingo, dem Chow Chow, dem Dingo und dem Shar-Pei zur „Asiatischen Gruppe“.

## Rassetypische Erkrankungen
Sebadenitis kommt gelegentlich in der Rasse vor, dabei handelt es sich um eine entzündliche Hautkrankheit, bei der durch autoimmunologische Reaktion eine progressive Zerstörung der Talgdrüsen stattfindet. Auch Pemphigus foliaceus tritt bei dieser Hunderasse gehäuft auf.
Beim Akita sind verkleinerte rote Blutkörperchen (Mikrozytose) physiologisch.

## Wesen
Der Akita ist ein intelligenter, ruhiger, robuster, starker Hund, der ein ausgeprägtes Jagd- und Schutzverhalten zeigt. Die Rasse wurde in ihrer Geschichte erst als Jagdhund gezüchtet, später kamen Wach- und Schutzaufgaben dazu. Die entsprechenden Verhaltensweisen sind bis heute erhalten und werden in der Zucht gepflegt. Akitas haben eine große Individualdistanz und mögen keine fremden Hunde in ihrer Nähe. Fremden Menschen gegenüber zeigen Akitas sich meist freundlich, auch zurückhaltend oder gleichgültig. Akitas sind eigenständiger und selbstbewusster als europäische Gebrauchshundrassen und verhalten sich nicht unterwürfig.

## Trivia
Große Bekanntheit erlangte Hachikō, ein japanischer Akita, der jeden Tag seinen Besitzer vom Bahnhof abholte und nach dessen plötzlichem Tod zehn Jahre lang am Bahnhof auf ihn wartete, bis er selbst starb. Das diente als Grundlage für den fiktionalen Film Hachiko – Eine wunderbare Freundschaft. Der Film stellt eine Neuverfilmung des von Seijirō Kōyama im Jahr 1987 unter dem Titel Hachikō Monogatari gedrehten japanischen Filmdramas dar.